# Gennem glasvæggen
Gennem glasvæggen er en bog skrevet af den danske skuespiller Henning Jensen på 305 sider. Bogen er udgivet på Gyldendal den 5. maj 2020. Den handler om skuespilleren Henning Jensen, der oplever et regulært psykisk sammenbrud, efter alt for meget arbejde og stress i lang tid. Uden at vide hvem han skulle konsultere blev sammenbruddet hurtigt til en depression, der var lige var at tage livet af ham.
Bogen har fået 5 ud af 6 stjerner af Berlingske.